# IKA Estanciera
La IKA Estanciera es una camioneta todoterreno producida por el fabricante argentino Industrias Kaiser Argentina. Su producción fue concretada debido a un acuerdo entre IKA y la firma estadounidense Willys-Overland Motors, propiedad de la Kaiser Motors Corp., siendo la Estanciera una reproducción argentina del modelo Willys Station Wagon.
Su producción tuvo lugar entre los años 1957 y 1970, siendo el tercer producto presentado por IKA tras el Jeep y el Kaiser Carabela. A lo largo de su producción se presentó en versiones Rural (para transporte de pasajeros), Utilitario (para transporte de cargas) y Baqueano (pickup). Mecánicamente, estuvo equipada con motores Continental 226, Tornado Special 181 y Tornado Special 230, todos de 6 cilindros en línea.
Su producción finalizó en el año 1970, luego de la adquisición de Kaiser por parte de la American Motors Corporation, quien asumió el control de IKA en Argentina, a la vez de constituir con base en un acuerdo con la francesa Renault la firma IKA-Renault Argentina S.A.
Por su diseño y configuración de carrozado, fue considerada como la precursora del segmento de los vehículos de utilidad deportiva (conocidos por la terminología inglesa Sport Utility Vehicle, o bien por sus siglas SUV), siendo hasta el presente comparado con vehículos de ese segmento y de producción más reciente.
Dentro de su gama de producción, la Estanciera contó con una versión pickup, la cual fue denominada IKA Baqueano. Este modelo era la versión argentina del estadounidense Willys Pickup Truck de 1950, cuya cabina se basaba en la parte frontal de la Estanciera, además de contar con una caja de carga que variaba de 500 a 1000 kg de estiba máxima. Su producción tuvo lugar entre 1961 y 1963, dando lugar a la producción de la pickup Jeep Gladiator.

## Historia

### Previa
Tras la constitución de Industrias Kaiser Argentina en el año 1955, comenzó en este país la producción bajo licencia de productos derivados de la firma Kaiser Motors, que en 1953 había adquirido el paquete accionario de la Willys-Overland Motors, productora de la versión civil del mundialmente afamado Jeep. 
Tras haber logrado esta adquisición, Henry Kaiser buscó la posibilidad de trasladar su producción a otro país con un mercado emergente, debido a que no poseía el potencial suficiente para hacerle frente a los llamados "Tres Grandes de Detroit" (General Motors, Ford y Chrysler). Fue así que con el objeto de expandir sus horizontes, encontró en Argentina el sitio ideal para dar forma a su proyecto, a la vez de recibir el respaldo del Gobierno Nacional, que le propuso la posibilidad de establecer una sociedad de capital mixto entre Industrias Aeronáuticas y Mecánicas del Estado y Kaiser Motors para facilitar el inicio de la producción. La elección de Argentina como plaza de producción tuvo también su antecedente con la constitución en 1952 de la Willys-Overland do Brasil, un año antes de la compra de Willys por parte de Kaiser. De esta forma y con la constitución de IKA en 1955, inició la producción bajo licencia de vehículos tanto de la línea Kaiser como de la línea Willys en Argentina, aprovechándose también la cercanía de la filial brasileña de Willys para establecer futuros lazos cooperativos. 
Tras casi trece meses de trabajos, finalmente se terminó constituyendo en el Barrio Santa Isabel de la Provincia de Córdoba el complejo industrial de IKA, desde el cual en 1956 salió su primer producto, siendo este el IKA Jeep, versión argentina del Jeep CJ de Willys.
- [2][3]

### Lanzamiento de la Estanciera
- [4]

## Fichas técnicas
| Modelos              | Estanciera Continental               | Estanciera Continental               | Estanciera Tornado '65                  | Estanciera Tornado '65                  | Estanciera Tornado '66                  | Estanciera Tornado '66                  | Pickup Baqueano                      |
| -------------------- | ------------------------------------ | ------------------------------------ | --------------------------------------- | --------------------------------------- | --------------------------------------- | --------------------------------------- | ------------------------------------ |
| Valores              |                                      |                                      |                                         |                                         |                                         |                                         |                                      |
| Período              | 1957-1965                            | 1957-1965                            | 1965-1966                               | 1965-1966                               | 1966-1970                               | 1966-1970                               | 1959-1963                            |
| Puertas              | 2, 3                                 | 2, 3                                 | 3                                       | 3                                       | 3                                       | 3                                       | 2                                    |
| Motorización         | Continental I6 226                   | Continental I6 226                   | Tornado Special 181                     | Tornado Special 181                     | Tornado Special 181                     | Tornado Special 230                     | Continental I6 226                   |
| Combustible          | Gasolina                             | Gasolina                             | Gasolina                                | Gasolina                                | Gasolina                                | Gasolina                                | Gasolina                             |
| Cilindrada           | 3707 cc                              | 3707 cc                              | 2965 cc                                 | 2965 cc                                 | 2965 cc                                 | 3770 cc                                 | 3707 cc                              |
| Tracción             | Trasera                              | Integral                             | Trasera                                 | Integral                                | Trasera                                 | Integral                                | Trasera                              |
| Potencia             | 115 CV a 3800 rpm                    | 115 CV a 3800 rpm                    | 117 CV a 4200 rpm                       | 117 CV a 4200 rpm                       | 117 CV a 4200 rpm                       | 132 CV a 4200 rpm                       | 115 CV a 3800 rpm                    |
| Par Motor            | 25 Kgm a 2000 rpm                    | 25 Kgm a 2000 rpm                    | 21 Kgm a 2000 rpm                       | 21 Kgm a 2000 rpm                       | 21 Kgm a 2000 rpm                       | 30 Kgm a 2000 rpm                       | 25 Kgm a 2000 rpm                    |
| Rel. Compresión      | 7,3:1                                | 7,3:1                                | 7,65:1                                  | 7,65:1                                  | 7,65:1                                  | 7,5:1                                   | 7,3:1                                |
| Transmisión          | Manual de 3 marchas                  | Manual de 3 marchas                  | Manual de 3 marchas                     | Manual de 3 marchas                     | Manual de 3 marchas                     | Manual de 3 marchas                     | Manual de 3 marchas                  |
| Peso en Vacío        | 1497 kg                              | 1497 kg                              | 1497 kg                                 | 1497 kg                                 | 1497 kg                                 | 1497 kg                                 | 1160 kg                              |
| Largo                | 4476 mm                              | 4476 mm                              | 4476 mm                                 | 4476 mm                                 | 4476 mm                                 | 4476 mm                                 | 4200 mm                              |
| Ancho                | 1727 mm                              | 1727 mm                              | 1727 mm                                 | 1727 mm                                 | 1727 mm                                 | 1727 mm                                 | 1750 mm                              |
| Alto                 | 1912 mm                              | 1912 mm                              | 1912 mm                                 | 1912 mm                                 | 1912 mm                                 | 1912 mm                                 | 1840 mm                              |
| Batalla              | 2654 mm                              | 2654 mm                              | 2654 mm                                 | 2654 mm                                 | 2654 mm                                 | 2654 mm                                 | 2654 mm                              |
| Trocha Delantera     | 1448 mm                              | 1448 mm                              | 1448 mm                                 | 1448 mm                                 | 1448 mm                                 | 1448 mm                                 | 1480 mm                              |
| Trocha Trasera       | 1462 mm                              | 1462 mm                              | 1462 mm                                 | 1462 mm                                 | 1462 mm                                 | 1462 mm                                 | 1621 mm                              |
| Frenos Delanteros    | Tambor                               | Tambor                               | Tambor                                  | Tambor                                  | Tambor                                  | Tambor                                  | Tambor                               |
| Frenos Traseros      | Tambor                               | Tambor                               | Tambor                                  | Tambor                                  | Tambor                                  | Tambor                                  | Tambor                               |
| Dirección            | Tornillo sinfín                      | Tornillo sinfín                      | Tornillo sinfín                         | Tornillo sinfín                         | Tornillo sinfín                         | Tornillo sinfín                         | Tornillo sinfín                      |
| Suspensión Delantera | Eje rígido, elásticos longitudinales | Eje rígido, elásticos longitudinales | Independiente, paralelogramo deformable | Independiente, paralelogramo deformable | Independiente, paralelogramo deformable | Independiente, paralelogramo deformable | Eje rígido, elásticos longitudinales |
| Suspensión Trasera   | Eje rígido, elásticos longitudinales | Eje rígido, elásticos longitudinales | Eje rígido, elásticos longitudinales    | Eje rígido, elásticos longitudinales    | Eje rígido, elásticos longitudinales    | Eje rígido, elásticos longitudinales    | Eje rígido, elásticos longitudinales |
| Vel. Máx.            | 130 km/h                             | 130 km/h                             | 140 km/h                                | 140 km/h                                | 140 km/h                                | 160 km/h                                | 130 km/h                             |
| 0 a 100 km/h         | 20,7 seg                             | 20,7 seg                             | 18,7 seg                                | 18,7 seg                                | 18,7 seg                                | 16,7 seg                                | 20,7 seg                             |

- [5]

## Híbridos

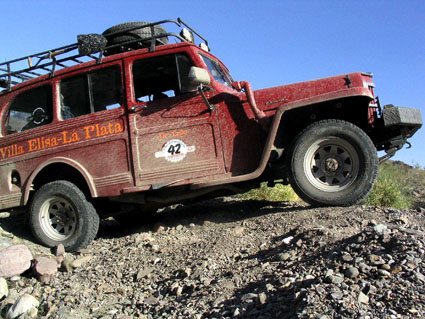
Estanciera 4x4

A pesar del paso de los años, en la actualidad la Estanciera sigue siendo opción de compra entre los vehículos de segunda mano. Esta particularidad se debe principalmente a su robustez estructural, con un carrozado amplio y un chasis rústico, que posicionan a este modelo como opción, comparandose hasta con modelos de producción reciente. Asimismo, su vigencia la ha hecho acreedora de un público muy particular, que busca estos modelos para restauración o reacondicionamiento. Sin embargo, uno de los puntos más objetados (principalmente en las primeras generaciones del modelo) tiene que ver con su motorización, ya que la antigüedad de sus impulsores Willys Continental 226, es un factor que reviste complicaciones a los usuarios a la hora de buscar repuestos. Al mismo tiempo, al tratarse de un motor muy anticuado, su rendimiento  y vida útil también son objeto de cuestionamientos, lo que terminaría dando pie al reemplazo de los mismos por impulsores de prestaciones mayores y facilidad de mantenimiento, creándose de esta forma híbridos con carrocerías de Estanciera y motores de otras marcas. En este sentido, uno de los impulsores más elegidos para formar estos coches es el Ford 221, utilizado en modelos como el Ford Falcon o las camionetas Ford F-100, el cual ofrece prestaciones muy superiores al Willys Continental, además de tener un fácil mantenimiento, principalmente por su inventario de repuestos. Entre los motores más usados para crear Estancieras híbridas, se encuentran los siguientes.
- Ford 221: Impulsor de 6 cilindros en línea y 221 pulgadas cúbicas (3620 cm³), utilizado en los modelos Ford Falcon y Ford F-100.
- Ford V8 Fase II: Impulsor de 8 cilindros en V y 292 pulgadas cúbicas (4785 cm³), utilizado en los modelos Ford Fairlane y Ford F-100.
- Chevrolet 250: Impulsor de 6 cilindros en línea y 250 pulgadas cúbicas (4093 cm³), utilizado en los modelos Chevrolet 400, Chevrolet Chevy y Chevrolet C-10.
- Perkins 4: Motor de 4 cilindros en línea y 203 pulgadas cúbicas (3333 cm³) producido por la firma inglesa Perkins Engines, impulsado a gasoil y muy empleado también para equipar utilitarios en Argentina.